# The Sylvia
The Sylvia – zatoka (ang. bay) zatoki Port La Tour w kanadyjskiej prowincji Nowa Szkocja, w hrabstwie Shelburne; nazwa urzędowo zatwierdzona 18 września 1974.